# 飯豐山

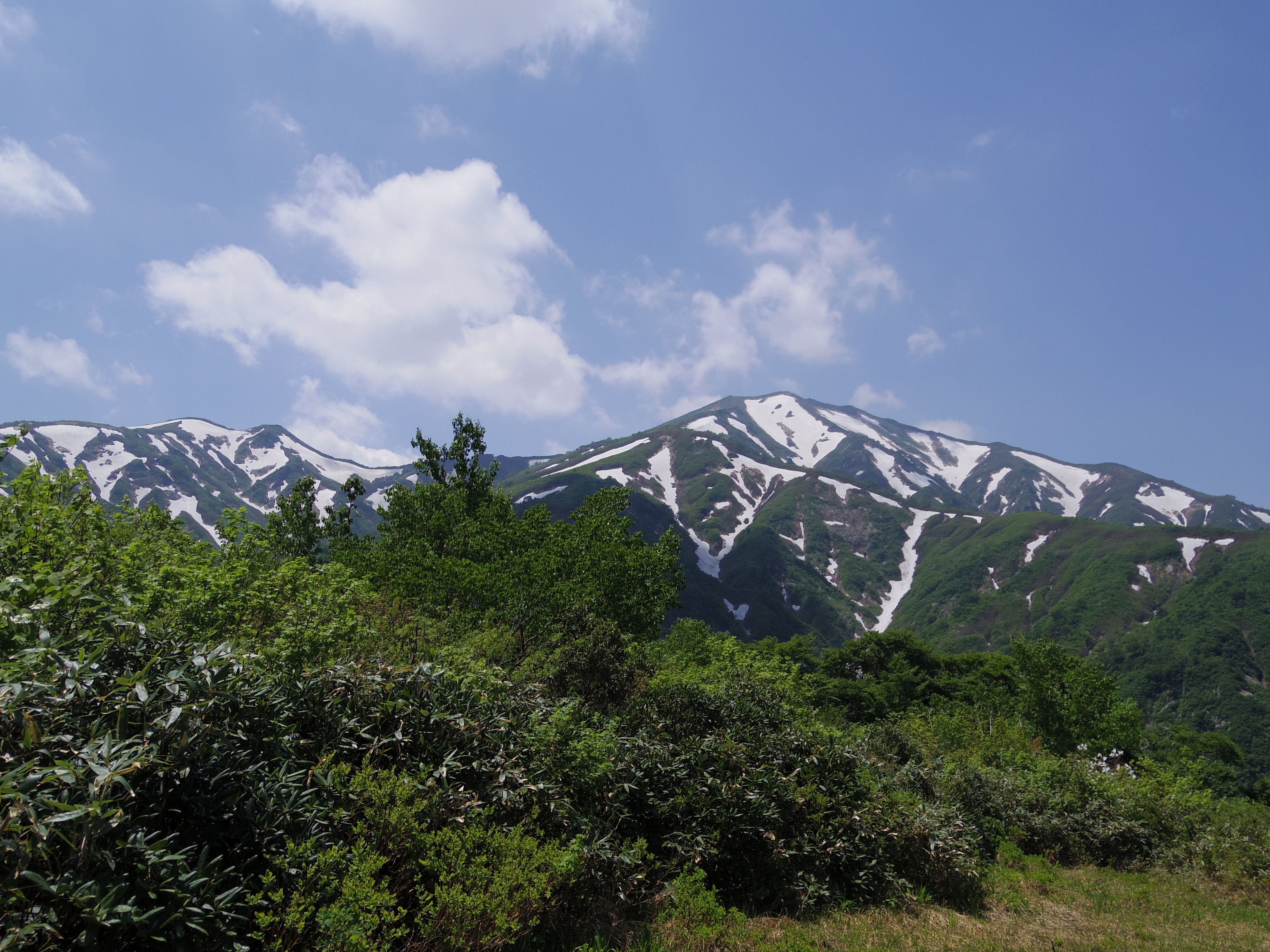

飯豐山（日语：飯豊山）是一座跨越日本山形縣、福島縣和新潟縣三縣交界處飯豐山地的一座山峰，標高2105.1米。飯豐山位於磐梯朝日國立公園內，以高山植物而聞名，是日本百名山之一。飯豐連峰的最高峰標高2,128米的大日岳。

## 外部連結
- 国土地理院 地図閲覧サービス  2万5千分1地形図名：飯豊山 （南東） （页面存档备份，存于）
- 環境省 磐梯朝日国立公園 （页面存档备份，存于）
- 喜多方市公式サイト （页面存档备份，存于）